# کارزار رقه (۲۰۱۶–۲۰۱۷)
کارزار رقه با نام عملیات فرات خشمگین یا خشم فرات، نبردی بود که در روز یکشنبه ۶ نوامبر ۲۰۱۶ با هدف باز پس‌گیری شهر رقه در شمال شرقی سوریه از تسلط نیروهای داعش آغاز شد. این عملیات با اتحاد نیروهای حزب دموکرات کردستان سوریه و دیگر نیروهای شبه‌نظامی کرد و ترکمن و عرب سوری مخالف داعش انجام شد.
شهر رقه در تاریخ ۷ مارس ۲۰۱۳ میلادی و در ادامه جنگ داخلی سوریه، توسط مخالفان دولت مرکزی سوریه، شامل نیروهای جبهه نصرت و احرار الشام و شاهین‌های سنی تصرف شد. از آن زمان تا اکتبر ۲۰۱۷ این شهر پایتخت گروه «دولت اسلامی عراق و شام» بوده‌است.

## اهمیت عملیات باز پس‌گیری رقه
پس از موفقیت این نیروها با پشتیبانی هوایی جنگنده‌های ائتلاف بین‌المللی به رهبری آمریکا، گروه داعش اصلی‌ترین پایگاه خود در سوریه را از دست داد.

## گاه‌شمار عملیات

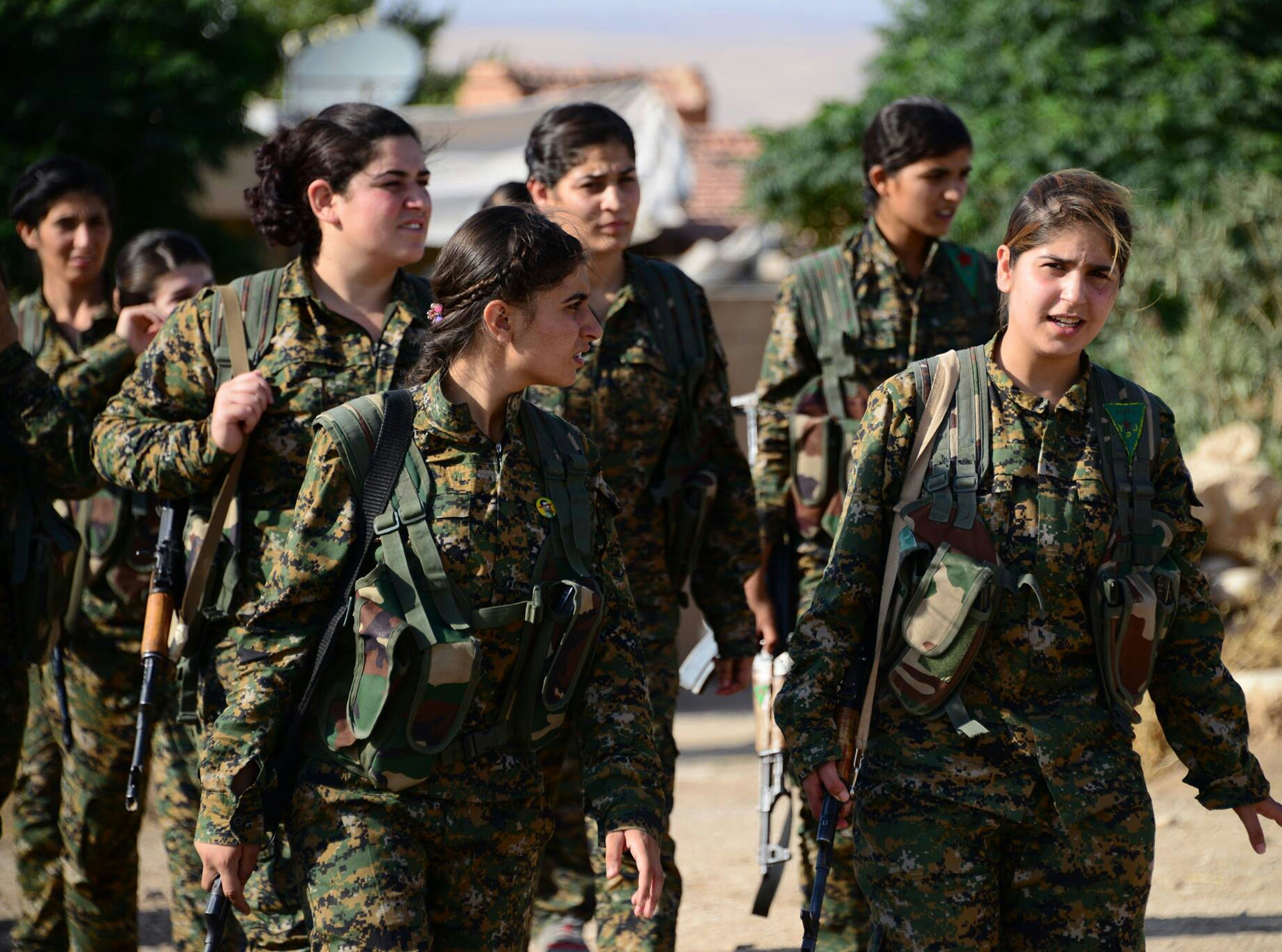
مبارزان یگان‌های مدافع خلق - شاخه زنان YPJ

### ۶ نوامبر ۲۰۱۶
با آغاز عملیات باز پس‌گیری رقه از دو محور «عین عیسی» و «سیلوک»، نیروهای دموکراتیک سوریه حدود ۱۰ کیلومتر در هر محور پیشروی کرده‌اند. این عملیات را نیروهای ارتش دموکراتیک سوریه متشکل از نیروهای YPG/YPJ، نیروهای عرب، کرد و ترکمن شمال سوریه با عناوین «نیروهای سیغور الرقه»، «احرار الرقه»، «شهدا الرقه»، «گردان شهدای امام الترکمن»، «سیوار تل ابیض»، «لیوا التحریر» و «انجمن نظامی سریانی»، بدون حضور ارتش سوریه انجام دادند.

### ۷ نوامبر
براساس گزارش‌های اولیه حدود ۴۰ هزار نیرو در عملیات تصرف شهر رقه پایتخت خلافت داعش شرکت داشتند، این نیروها موفق شدند تا در ساعات اولیه آغاز حمله، چند روستای (لقطة، مزرعة قرطاج و قریة الوحید) را از کنترل جنگجویان داعش خارج کنند و در مقابل داعش نیز توانست با تدارک حمله‌ای ۲ روستای (القادی و شمس الدین) را در غرب شهرک «الجرنیه» به کنترل خود درآورد و با توپخانه سنگین مواضع نیروهای دموکراتیک سوریه را در روستای «طویلعه» در شمال شهرک «تل‌السمن» هدف قرار دهد.
داعش لشکر بزرگی را برای رویارویی با این نیروها در شهرک «الهیشه» در شمال رقه مستقر کرد و همچنین خندق‌هایی را در اطراف رقه حفر و با نفت خام پر کرده تا در صورت نزدیک شدن نیروهای دموکراتیک به رقه با آتش کشیدن آنها مانع پیشروی شوند و با ایجاد دود غلیظ نیز مانع شناسایی پایگاه‌های خود توسط هواپیماهای آمریکایی شوند.